# Preparctia flava
Preparctia flava là một loài bướm đêm thuộc phân họ Arctiinae, họ Erebidae.